# Extended play DVD
Extended play (EP) est un sigle décrivant un format possible d'enregistrement des DVD (de salon)
Les différents modes d'enregistrement possibles sont :
- élément HQ : 1 heure
- élément SP : 2 heures
- élément EP : 4 heures
- élément EP+ : 8 heures

D'autres constructeurs de graveurs de DVD de salon ont leur propre norme :
- élément  HQ
- élément  HSP
- élément  SP
- élément  LSP
- élément  ESP
- élément  LP
- élément  EP
- élément  SLP (sony)

Les durées correspondantes seront indiquées dès que possible.